# Chronów (Mazovie)
Pour les articles homonymes, voir Chronów.
Chronów [ˈxrɔnuf] est un village polonais de la gmina de Orońsko, du powiat de Szydłowiec et dans la voïvodie de Mazovie dans le centre-est de la Pologne.
Il est situé à environ 6 kilomètres au nord-ouest de Orońsko, 15 kilomètres au nord-est de Szydłowiec et à 96 kilomètres au sud de Varsovie.